# GABTU
Le GABTU (russe : ГАБТУ) ou Direction générale des véhicules blindés du ministère de la Défense de la fédération de Russie (Главное автобронетанковое управление Министерства обороны Российской Федерации) est un organisme fédéral russe faisant partie du ministère de la Défense de Russie. Il a pour rôle de superviser et de coordonner le développement des différents véhicules blindés commandés par les Forces armées de la fédération de Russie.

## Index du GABTU
Dès les années 1930, le GABTU a établi un système de classification visant à classer l’ensemble des véhicules blindés développés par les différents bureaux d'études et usines de l'URSS et de la Russie.
Au stade conceptuel et expérimental, les prototypes de véhicules blindés soviétiques recevaient généralement une appellation d'usine en « Objet ». (en russe : Объект).

Si le véhicule blindé était accepté en service, il recevait une appellation militaire. Néanmoins, certains véhicules expérimentaux ont aussi reçu, dans certains cas, une telle appellation. Naturellement, la plupart de ces modèles ne dépassèrent pas le stade de prototype ou de simple concept.

### Numéros de référence par usine
Il faut noter que, généralement, les numéros n'étaient pas attribués par ordre chronologique. Avant 1959 et l'attribution officielle d'une désignation à chaque bureau de conception, les usines pouvaient emprunter des numéros autres que les leurs, ce cas de figure relevant plus de l'exception que de la généralité. Certains cas subsistent de véhicules développés après ce changement utilisant une appellation hors-norme. De plus, certains véhicules n'avaient tout simplement pas reçu une telle appellation.
- 1—99[2] — Usine d'automobiles de Gorki (GAZ), actuelle Nijni Novgorod
- 100—199[3] — Usine de wagons de l'Oural (Uralvagonzavod), Nijni Taguil
- 200—299 — Usine Kirov de Léningrad (LKZ), actuelle Saint-Pétersbourg
- 300—349[3] — Usine d'ingénierie des transports de l'Oural (UZTM), actuelle Iekaterinbourg
- 350—399 — Usine de tracteurs de Minsk (MTZ), Minsk
- 400—499 — Usine d'ingénierie des transports de Kharkov (KhZTM) V. A. Malyshev, Kharkov
- 501—549 — Usine de Roubtsovsk, Roubtsovsk
- 550—599 — Usine de Mytichtchi (MMZ), Mytichtchi
- 500, 600—649 — Usine d'ingénierie des transports de Omsk (Omsktransmash), Omsk
- 650—699 — Usine de Kourgan (KMZ), Kourgan
- 700—799 — Usine Kirov de Tcheliabinsk (ChKZ) et Usine de tracteurs de Tcheliabinsk (ChTZ), Tcheliabinsk
- 800—849 — Véhicules lance-missiles conçus par l'Usine Kirov de Léningrad (LKZ)
- 850—899[2] — Usine au nom de Staline (ZiS) puis Usine au nom de Likhatchiov (ZiL), Moscou
- 900—999 — Usine de tracteurs de Stalingrad (STZ) puis Usine de tracteurs de Volgograd (VgTZ), actuelle Volgograd
- 1000—1050 — Usine d'automobiles de Koutaïssi (KAZ)

### Appellation des «objets»
| Appellation du projet          | Appellation militaire      | Année                                              | Type                                  | Description | Statut |
| ------------------------------ | -------------------------- | -------------------------------------------------- | ------------------------------------- | --- | --- |
| Objet R-50                     | —                          |                                                    | char de commandement                  | Version de commandement du T-54. | |
| Objet R-50-1                   | —                          |                                                    | char de commandement                  | Version de commandement du T-54. | |
| Objet 0-50                     | —                          |                                                    | char lourd                            | Prototype inachevé conçu sur le châssis du T-100. | |
| Objet 003                      | T-64T                      | 1963                                               | char de combat                        | Version expérimentale du T-64 avec un turbomoteur GTD-3TL de 700 ch. | |
| Objet 004                      | —                          |                                                    | char de combat                        | Version expérimentale du T-64 avec un turbomoteur GTD-3TP ou GTD-3TU. | |
| Objet 030                      | T-30                       |                                                    | char léger                            | Char léger basé sur le T-40 | |
| Objet 032                      | —                          |                                                    | véhicule télécommandé                 | Véhicule robotisé de décontamination et de travail en zone irradiée conçu après l'accident nucléaire de Tchernobyl sur châssis d'IMR-2D. | |
| Objet 033                      | —                          |                                                    | véhicule télécommandé                 | Véhicule robotisé de décontamination et de travail en zone irradiée conçu après l'accident nucléaire de Tchernobyl sur châssis de T-72A. | |
| Objet 6                        | MT-LB                      |                                                    | VBTT amphibie                         | Véhicule blindé amphibie de transport de troupes | |
| Objet 8M-904                   | —                          |                                                    | aéroglisseur                          | Prototype d'aéroglisseur de combat (char léger/de reconnaissance) sur châssis de PT-76 | |
| Objet 8M-906                   | —                          |                                                    | aéroglisseur                          | Prototype d'aéroglisseur de combat (char léger/de reconnaissance) sur châssis de PT-76 | |
| Objet 9                        | BTS-2                      |                                                    | dépanneur de char                     | Char de dépannage sur châssis de T-54 | |
| Objet 10                       | MT-LBu                     |                                                    | VBTT                                  | Version allongée du MT-LB | |
| Objet 19                       | —                          |                                                    | VCI                                   | Prototype de véhicule de combat d'infanterie, l'Objet 765 lui sera préféré et deviendra le BMP-1 | |
| Objet 021                      |                            | 1967-1975 (essais)                                 | char de combat                        | T-64A dont le châssis a été rallongé avec une septième paire de galets en vue d'agrandir son compartiment moteur pour recevoir un moteur Diesel V12 de 1000 ch du type V-2 et la boîte de mécanismes GMT-69021. Cette dernière intégrait une boîte de vitesses automatique à convertisseur de couple offrant quatre rapports en marche avant et marche arrière. La boîte possédait également une direction hydrostatique permettant de piloter le char à l'aide d'un volant directionnel et rendant possible le pivot sur place.                                                                     | |
| Objet 26                       | 2S1 Gvozdika               |                                                    | canon d'artillerie automoteur         | Canon d'artillerie automoteur | |
| Objet 27                       | —                          |                                                    |                                       | Châssis de la centrale nucléaire mobile TES-3, basé sur le T-10 | |
| Objet 39                       | M109A1                     |                                                    | canon d'artillerie automoteur         | Canon d'artillerie automoteur obtenu par l'URSS | |
| Objet 42                       | —                          |                                                    |                                       | Véhicule de transport lourd sur châssis de T-34 | |
| Objet 101                      | R-39                       |                                                    |                                       | Prototype de char léger amphibie | |
| Objet 102                      | R-40                       |                                                    |                                       | Prototype de véhicule de transport de troupes | |
| Objet 103                      | T-103                      | 1940                                               |                                       | Concept de char de défense côtière armé d'un canon de 130 mm B-13 sur châssis de T-100 | |
| Objet 105                      | SU-100P                    |                                                    | canon d'artillerie automoteur         | Prototype | |
| Objet 105M                     | SU-100PM                   |                                                    | canon d'artillerie automoteur         | Prototype | |
| Objet 108                      | SU-152G                    |                                                    | canon d'artillerie automoteur         | Prototype | |
| Objet 111                      | T-46-5                     |                                                    | char moyen                            | Prototype de char moyen | |
| Objet 112                      | BTR-112                    |                                                    | VBTT                                  | Prototype de véhicule de transport de troupes | |
| Objet 112                      | —                          |                                                    | char moyen                            | Concept de char moyen T-28 incorporant des systèmes du char lourd T-35 | |
| Objet 115                      | —                          |                                                    | char moyen                            | Prototype de char à trois tourelles. | |
| Objet 116                      | SU-152P                    |                                                    | canon d'artillerie automoteur         | Prototype de canon d'artillerie automoteur | |
| Objet 117                      | SPU-117                    |                                                    |                                       | Prototype de projecteur automoteur | |
| Objet 118                      | GMZ-1                      |                                                    |                                       | Véhicule de minage | |
| Objet 118-2                    | GMZ-2                      |                                                    |                                       | Véhicule de minage | |
| Objet 119                      | ZSU-37-2 Ienisseï          |                                                    | antiaérien automoteur                 | Prototype, le ZSU-23-4 lui sera préféré. | |
| Objet 120                      | SU-152 Taran               | 1960-1963                                          | canon automoteur                      | Prototype basé sur un châssis de SU-100PM et possédant une tourelle armée d'un canon M-69 de 152 mm. | |
| Objet 123                      | 2P24                       |                                                    |                                       | Véhicule lance-missiles du système 2K11 « Krug » | |
| Objet 124                      | 1S32                       |                                                    |                                       | Véhicule de guidage radar du système 2K11 « Krug » | |
| Objet 125                      | 2P11                       |                                                    |                                       | Véhicule lance-missiles du système 2K10 « Ladoga » | |
| Objet 126                      | 2P12                       |                                                    |                                       | Véhicule de ravitaillement du système 2K10 « Ladoga » | |
| Objet 126                      | T-126 (SP)                 |                                                    | char léger                            | Prototype | |
| Objet 126-1                    | T-26-1 - T-26-5            |                                                    | char léger                            | Prototype | |
| Objet 126-2                    | T-26-2                     |                                                    |                                       | Prototype | |
| Objet 127                      | —                          |                                                    |                                       | Concept de véhicule de combat spécialisé transportant des missiles | |
| Objet 127                      | T-127                      |                                                    | char léger                            | Concept | |
| Objet 130                      | —                          |                                                    |                                       | Concept de canon antiaérien automoteur sur base de ZSU-37-2 rationalisé avec les T-54/T-55 | |
| Objet 135                      | T-50                       |                                                    | char léger                            | | |
| Objet 135                      | T-34-85                    | 1944                                               | char moyen                            | T-34-85 armé du canon ZiS-S-53 de 85 mm. | |
| Objet 136                      | T-44                       | 1944                                               | char moyen                            | Appelé aussi T-44A. | |
| Objet 136M                     | T-44M                      | 1961                                               | char moyen                            | Version modernisée du T-44 | |
| Objet 137                      | T-54                       |                                                    | char moyen                            | | |
| Objet 137G                     | T-54A                      |                                                    | char moyen                            | | |
| Objet 137GK                    | T-54AK                     |                                                    | char de commandement                  | Version de commandement du T-54A | |
| Objet 137G2                    | T-54B                      |                                                    | char moyen                            | | |
| Objet 137G2M                   | —                          |                                                    | char moyen                            | Nom initial de l'objet 155 | |
| Objet 137K                     | T-54K                      |                                                    | char de commandement                  | Version de commandement du T-54 | |
| Objet 137KTs                   | T-54BK                     |                                                    | char de commandement                  | Version de commandement du T-54B | |
| Objet 137M                     | T-54M                      |                                                    | char moyen                            | | |
| Objet 138                      | SU-100                     | 1944                                               | canon automoteur                      | Canon automoteur basé sur le châssis du T-34-85. | |
| Objet 139                      | T-54M                      |                                                    | char moyen                            | Prototype | |
| Objet 140                      | —                          | 1957 (prototypes)                                  | char moyen                            | Prototype de char avec un GMP compact. | Un prototype conservé au musée des blindés de Nijni Taguil.                                                                                             |
| Objet 141                      | —                          |                                                    | char moyen                            | Prototype basé sur le châssis du T-54. | |
| Objet 142                      | BREM-1M                    |                                                    | dépanneur de char                     | | |
| Objet 143                      | MTU-92                     |                                                    |                                       | Concept de char poseur de pont sur châssis de T-92 | |
| Objet 145                      | Podgruppa-T                |                                                    | char de déminage                      | Concept de véhicule de déminage sur châssis du char de combat T-90. | |
| Objet 146                      | BREM-72                    |                                                    | dépanneur de char                     | | |
| Objet 147                      | —                          |                                                    | char de combat                        | Concept de ce qui deviendra l'Objet 151. | |
| Objet 148                      | T-14                       | 2015- (prototype)                                  | char de combat                        | Prototype de char de combat doté d'une tourelle inhabitée. | en développement |
| Objet 149                      | T-15                       | 2015- (prototype)                                  | VCI                                   | Prototype de véhicule de combat d'infanterie lourd basé sur un châssis retourné de T-14. | en développement |
| Objet 150                      | IT-1                       | 1968-1973 (service)                                | chasseur de char                      | Chasseur de chars lance-missiles reprenant le châssis et la tourelle du T-62. | |
| Objet 151                      | —                          | 1979-1981 (développement)                          | char de combat                        | Concept de canon automoteur sur châssis de T-72 | |
| Objet 152                      | T-16                       | 2015- (prototype)                                  | char de dépannage                     | Char de dépannage reprenant le châssis du T-14 | en développement |
| Objet 155                      | T-55                       | 1958 (service)                                     | char moyen                            | Amélioration subséquente du T-54, premier char au monde à être équipé d'un système de protection NBC. | |
| Objet 155A                     | T-55A                      | 1963 (service)                                     | char moyen                            | T-55 doté d'une protection anti-radiation renforcée sous la forme d'un revêtement Podboi appliquée sur les parois internes du char. | |
| Objet 155K                     | T-55K                      |                                                    | char de commandement                  | Char de commandement basé sur le char T-55 | |
| Objet 155AK                    | T-55AK                     |                                                    | char de commandement                  | Char de commandement basé sur le char T-55A. | |
| Objet 157                      | —                          | 1981                                               | char moyen                            | Prototype de modernisation du T-55 | |
| Objet 165                      | T-62A                      | 1958-1959                                          | char moyen                            | Prototype basé sur le châssis du T-55 reprenant la tourelle de l'Objet 140. | |
| Objet 165K                     | —                          | 1960                                               | char de commandement                  | Prototype de char de commandement dérivé de l'Objet 165 | |
| Objet 165P                     | —                          |                                                    |                                       | Version avec le système NBC amélioré de l'Objet 165 | |
| Objet 166                      | T-62                       | 1961 (service)                                     | char moyen                            | Char moyen basé sur le T-55, équipé d'une nouvelle tourelle hémisphérique armée d'un canon lisse de 115 mm. | |
| Objet 166KN                    | T-62K                      |                                                    | char de commandement                  | Basé sur le char T-62. | |
| Objet 166M                     | —                          |                                                    | char moyen                            | Prototype | |
| Objet 166M-1                   | —                          | 1964                                               | char moyen                            | Prototype possédant un châssis rallongé, un moteur Diesel V-36 de 580 ch, un alternateur G-6/5S et d'un système de stabilisation amélioré. | |
| Objet 166M-2                   | —                          | 1964                                               | char moyen                            | Version améliorée de l'Objet 166M-1, il possède un moteur V-36F de 640 ch, un châssis modifié avec une nouvelle plage arrière ainsi qu'une nouvelle radio R-123. | |
| Objet 166ML                    | —                          |                                                    |                                       | Version expérimentale de l'Objet 166M armée de missiles antichars 9M14 Malioutka. | |
| Objet 166M6                    | T-62M                      |                                                    |                                       | Version revalorisée du T-62. | |
| Objet 166P                     | —                          | 1961                                               | char moyen                            | Prototype de T-62 avec un revêtement anti-radiations amélioré. | |
| Objet 166Zh                    | —                          | 1963-1965                                          | char moyen                            | Version expérimentale du T-62 armée du canon D-84[réf. nécessaire] et équipée d'un chargement automatique Zhiolud d'une capacité de 21 obus. | |
| Objet 166TM                    | —                          | 1966 ou 1967                                       | char moyen                            | T-62 équipé du turbomoteur GTD-3TU de 800 ch et du train de roulement de l'Objet 167. Il est armé d'un canon lisse de 125 mm et doté d'un chargement automatique d'une capacité de 22 obus. | |
| Objet 167                      | —                          | 1961                                               | char moyen                            | Prototype reprenant la tourelle du T-62 et une version modifiée du châssis de celui-ci, avec un nouveau train de roulement à six galets et un moteur V-26 plus puissant développant 700 chevaux. | Un des deux prototypes est conservé au musée des blindés de koubinka                                                                                    |
| Objet 167Zh                    | —                          | 1965                                               | char moyen                            | Issu du programme de recherche et développement "Acorn", cette version modifiée de l'Objet 167 est armée du canon lisse 2A21 de 100 mm et équipée du chargement automatique « Zhiolud » | |
| Objet 167M                     | T-62B                      | 1962-1964                                          | char moyen                            | Projet d'un Objet 167 amélioré, ré-armé avec un canon lisse D-81T (2A26M2) de 125 mm et doté d'un chargement automatique utilisant un carrousel. Moteur V-35 de 780 chevaux et glacis composite intégrant deux couches de fibre de verre renforcée intercalées entre deux plaques d'acier. | Un prototype. |
| Objet 167ML                    |                            |                                                    |                                       | Objet 167M équipé d'une rampe lance-missiles à l'arrière de sa tourelle pour le missile 9M14 « Malyutka ». | Un prototype. |
| Objet 167D                     |                            | 1963-1967                                          | char moyen                            | Concept d'Objet 167 intégrant un revêtement anti-radiations. | Resté au stade de concept. |
| Objet 167T                     | —                          | 1963                                               | char moyen                            | Objet 167 équipé d'un turbomoteur d'hélicoptère GTD-3T de 700 chevaux monté transversalement à la place du moteur Diesel V-26. Autonomie de 211 km malgré la capacité accrue en carburant (1 580 ℓ). | |
| Objet 167TU                    | —                          | 1963-1967                                          | char moyen                            | Concept qui devait être identique à l'Objet 167T mais équipé d'un turbomoteur GTD-3TU, plus économe en carburant et ayant des performances au démarrage supérieures dans un environnement polaire. | |
| Objet 167TM                    | —                          |                                                    | char moyen                            | Objet 167 équipé d'un turbomoteur. | |
| Objet 169                      | —                          |                                                    | char de combat                        | Prototype de T-62 revalorisé équipé du système de lance-pots fumigènes 902 Tucha, de jupes latérales en caoutchouc et d'un manchon anti-arcure. Certains exemplaires sont équipés du système 9K116-1 Sheksna permettant le tir de MGATC. | Quelques exemplaires produits et servant à l'école des blindés de Kazan.                                                                                |
| Objet 170                      | —                          |                                                    | char léger                            | Concept de char léger sur châssis de PT-76 armé de missiles anti-char Оmar. | |
| Objet 170K                     | —                          |                                                    | char léger                            | Variante de l'objet 170 utilisant seulement des roquettes non guidées. | |
| Objet 172                      | —                          | 1969                                               | char de combat                        | Prototype du T-72 utilisant le moteur V-45. | |
| Objet 172M                     | T-72 Ural                  |                                                    | char de combat                        | Première génération du char T-72. | |
| Objet 172M1                    | T-72 Ural-1                | 1978                                               | char de combat                        | T-72 Ural équipé de jupes latérales, d'un télémètre laser et d'un manchon anti-arcure. | |
| Objet 172M-1                   | —                          |                                                    | char de combat                        | Prototype | |
| Objet 172MK                    | T-72K                      |                                                    | char de commandement                  | Version de commandement du T-72 | |
| Objet 172MN                    | —                          | 1972-1975                                          | char de combat                        | Version expérimentale du T-72 armée d'un canon rayé 2A50 (LP-36E) de 130 mm, possédant entre autres un manchon anti-arcure et un frein de tir monté de manière symétrique. | 2 exemplaires produits. |
| Objet 172MD                    | —                          | 1973                                               | char de combat                        | Version expérimentale du T-72 armée d'un canon lisse 2A49 de 125 mm, une version plus puissante du canon 2A46. | |
| Objet 172MP                    | —                          | 1977                                               | char de combat                        | Version expérimentale du T-72 armée d'un canon 2A46M de 125 mm. | |
| Objet 172-2M Buyvol            | —                          | 1971-1972                                          | char de combat                        | T-72 Ural dont le glacis présente une inclinaison portée à 70° et possédant une capacité accrue en carburant portant son autonomie à 750 km. Moteur V-46F de 840 ch. La suspension est renforcée et le train de roulement protégé par des jupes en caoutchouc. Ce char reprend le tourelleau du T-64 permettant d'opérer sa mitrailleuse lourde NSVT sous blindage. Le nombre de munitions de 125 mm emportées passe à 45 obus. Masse en ordre de combat de 42 t. | Le 1er des sept prototypes est entreposé dans la réserve en plein air du musée des blindés de Koubinka.                                                 |
| Objet 172M-2M Buyvol obr. 1974 | —                          | 1974-1975                                          | char de combat                        | Objet 172M-2M ré-armé avec le canon 2A46M, équipé notamment, d'un manchon anti-arcure et stabilisé par le système de stabilisation 2E42 Zhasmin. Le tireur duspose du viseur TPD-K1 incorporant un télémètre laser et du viseur nocturne Buran-PA. Le chef de char possède un viseur nocturne Agat-2. La tourelle possède des épiscopes TNPA-65 et deux batteries de lance-pots fumigène 602A Tucha. 44 obus de 125 mm embarqués. | Le 1er des sept prototypes est entreposé dans la réserve en plein air du musée des blindés de Koubinka.                                                 |
| Objet 172M-2M Buyvol obr. 1976 | —                          | 1975-1976                                          | char de combat                        | Objet 172M-2M doté du moteur V-67 de 840 ch. | Le 1er des sept prototypes est entreposé dans la réserve en plein air du musée des blindés de Koubinka.                                                 |
| Objet 172-3M                   | —                          | 1974 ou 1976                                       | char de combat                        | T-72 Ural ou Objet 172M-2M armé d'un canon rayé 2A50 (LP-36E) de 130 mm. | |
| Objet 172M-E                   | T-72                       |                                                    | char de combat                        | Variante exportée dans les pays du Pacte de Varsovie, utilise le système de protection NRBC PRKhP et FTP-100M | |
| Objet 172M-E1                  | T-72                       |                                                    | char de combat                        | Variante fabriquée sous licence et exportée dans les pays du tiers-monde, utilise un système de filtration simplifié, fonctionnant à l'aide d'un turbo-séparateur. | |
| Objet 172M-E2                  | T-72M                      | 1978-1980 (développement)                          | char de combat                        | Ce modèle hybride conçu pour l'exportation reprend le châssis et le télémètre laser du T-72A mais utilise toujours la tourelle du T-72 Ural. Canon 2A46 dépourvu de manchon anti-arcure et dotation en munitions de 125 mm réduite à 39 obus. | |
| Objet 172M-1                   | T-72A                      | 1979                                               | char de combat                        | Seconde génération du T-72, il possède notamment une nouvelle tourelle composite, plus épaisse et un glacis renforcé. | |
| Objet 172M-1-E3                | T-72M                      |                                                    | char de combat                        | Objet 172M-E2 amélioré, possédant un manchon anti-arcure, un nouveau viseur TNP-1-49-23 pour le tir de nuit, des jupes latérales, des lance-pots fumigènes 902A Tucha et embarque désormais 44 obus de 125 mm. | |
| Objet 172M-1-E4                | T-72M                      |                                                    | char de combat                        | Objet 172M-E3 vendu dans les pays du tiers-monde, utilise un système de filtration simplifié, fonctionnant à l'aide d'un turbo-séparateur. | |
| Objet 172M-1-E5                | T-72M1                     | 1982                                               | char de combat                        | Variante exportée dans les pays du Pacte de Varsovie et produit sous licence en Pologne et Tchécoslovaquie à partir de 1986. Il possède la tourelle du T-72A, une suspension améliorée et un glacis renforcé par une plaque d'acier haute dureté de 16 mm. | |
| Objet 172M-1-E6                | T-72M1                     |                                                    | char de combat                        | T-72M1 vendu dans les pays du tiers-monde, utilise un système de filtration simplifié, fonctionnant à l'aide d'un turbo-séparateur. | |
| Objet 172M-E8                  | T-72S                      |                                                    | char de combat                        | Version d'exportation du T-72 | |
| Objet 172MK-E                  | T-72K                      |                                                    | char de combat                        | Version d'exportation du T-72K | |
| Objet 172MK-E1                 | T-72K                      |                                                    | char de combat                        | Version d'exportation du T-72K | |
| Objet 172MK-E2                 | T-72K                      |                                                    | char de combat                        | Version d'exportation du T-72K | |
| Objet 172M2                    | T-72M1M                    |                                                    | char de combat                        | Modernisation du T-72M1 | |
| Objet 173                      | —                          |                                                    | char de combat                        | Prototype de char de combat sur base d'Objet 172 et d'Objet 434 | |
| Objet 175                      | —                          |                                                    | char de combat                        | Concept d'amélioration de l'Objet 172M | |
| Objet 176                      | T-72A                      | 1984                                               | char de combat                        | Char de combat | |
| Objet 176V                     | T-72AV                     |                                                    | char de combat                        | Version du T-72A équipée du blindage réactif « Kontakt-1 » | |
| Objet 176K                     | T-72AK                     |                                                    | char de commandement                  | Version de commandement du T-72A | |
| Objet 177                      | —                          |                                                    | char de combat                        | Version expérimentale du T-72A avec le système de guidage laser « Svir'» | |
| Objet 179                      | —                          | 1981                                               | char de combat                        | Version expérimentale du T-72A avec le système de conduite de tir automatisée 1A33 «Оb'» et le système de radioguidage 9K122 pour le prototype de missile « Kobra-U ». L'Objet 179 est armé du canon 2A46M-3 de 125 mm et possède une masse en ordre de combat de 42,8 tonnes. Les deux prototypes ont passé les essais étatiques entre février et décembre 1983. | 2 prototypes |
| Objet 183                      | BMPT-72                    |                                                    | Véhicule de combat de soutien de char | Véhicule de combat de soutien de char sur châssis de T-72 | |
| Objet 184                      | T-72B                      | 1985                                               | char de combat                        | Troisième génération du char T-72. | |
| Objet 184K                     | T-72BK                     |                                                    |                                       | Version de commandement du T-72B | |
| Objet 184-1                    | T-72B1                     |                                                    |                                       | Version du T-72B sans système de guidage laser | |
| Objet 184-2                    | T-72B2                     |                                                    |                                       | Version du T-72B avec le système de radioguidage « Kobra » | |
| Objet 184-3                    | —                          |                                                    | char de combat                        | Version du T-72M1 présentée avec un kit de blindage pour le combat urbain | |
| Objet 184-5                    | T-72B3M                    |                                                    | char de combat                        | Version du T-72B3M équipée du système de protection active « Arena-M » | |
| Objet 184K-1                   | T-72B1K                    |                                                    |                                       | Version de commandement du T-72B1 | |
| Objet 184-1MS                  | T-72B1MS                   |                                                    |                                       | Modernisation du T-72B1 | |
| Objet 184A                     | T-72BA                     |                                                    |                                       | Modernisation du T-72B | |
| Objet 184A1                    | T-72BA1                    |                                                    |                                       | Modernisation du T-72B1 | |
| Objet 184M                     | Rogatka-1                  | 2002-2007 (développement)                          | char de combat                        | Prototype | |
| Objet 184B                     | T-72B3M                    |                                                    | char de combat                        | Modernisation du T-72B3 | |
| Objet 185                      | —                          | 1982                                               |                                       | Version expérimentale du T-72A armée d'un canon lisse 2A66 de 125 mm. | |
| Objet 186                      | —                          | 1983-1987 (développement)                          | char de combat                        | Prototype de char basé sur le châssis du T-72 développé durant l'étude de développement «Совершенствование Т-72А» (« Amélioration Т-72А ») | |
| Objet 187                      | —                          | 1986-1993 (développement)                          | char de combat                        | Prototype de char, l'Objet 188 lui sera préféré et deviendra le T-90. La tourelle mécano-soudée du prototype no 4 sera réutilisée sur le T-90A. | 6 exemplaires produits. |
| Objet 188                      | T-90                       | 1992 (service)                                     | char de combat                        | Char basé sur le T-72B modèle 1989 reprenant la conduite de tir du T-80U. | |
| Objet 188K                     | T-90                       | 1993 (prototype)                                   | char de commandement                  | Char de commandement basé sur le T-90. | 2 exemplaires produits. |
| Objet 188A                     | —                          | 1995                                               | char de combat                        | Version expérimentale du T-90 équipé d'une nouvelle tourelle mécano-soudée. | |
| Objet 188A1                    | T-90A                      | 2004 (service)                                     | char de combat                        | T-90 reprenant la tourelle de l'objet 188A et équipé d'un nouveau moteur de 1 000 ch. Il reçoit en 2006 un viseur thermique ESSA. | |
| Objet 188A1K                   | T-90AK                     | 2006 (service)                                     | char de commandement                  | Char de commandement basé sur le T-90A. | |
| Objet 188A2                    | T-90A                      | 2010                                               | char de combat                        | T-90A équipé, temporairement, d'un assistant de navigation Sozvezdie-2M fonctionnant à l'aide du système de positionnement par satellites GLONASS. | |
| Objet 188A2K                   | T-90AK                     | 2010                                               | char de commandement                  | T-90AK équipé, temporairement, d'un assistant de navigation Sozvezdie-2M fonctionnant à l'aide du système de positionnement par satellites GLONASS. | |
| Objet 188AM                    | T-90M                      | 2020 (service)                                     | char de combat                        | Importante revalorisation du T-90A sur bases d'une partie des améliorations proposées sur le T-90MS. | |
| Objet 188B                     | T-90B                      | 2006                                               | char de combat                        | Prototype basé sur le T-90A (objet 188A1) intégrant un groupe auxiliaire de puissance et un système de navigation par satellite GLONASS. | Un prototype. |
| Objet 188BK                    | T-90BK                     |                                                    | char de commandement                  | Concept de version de commandement du T-90B. | |
| Objet 188BA                    | —                          |                                                    | char de combat                        | Concept de char de combat. | |
| Objet 188B1                    | —                          |                                                    | char de combat                        | Prototype de char de combat doté d'un système de positionnement par satellites GLONASS, du système Sozvezdie-2M ainsi que d'un groupe auxiliaire de puissance. Développé dans le cadre du programme Rogatka-1. Il se distingue de l'objet 188B par l'utilisation d'une tourelle mécanosoudée. | 1 exemplaire converti à partir d'un T-90AK. |
| Objet 188B1K                   | —                          |                                                    | char de commandement                  | Conception de version de commandement de l'objet 188B1. Il se distingue de l'objet 188BK par l'utilisation d'une tourelle mécanosoudée. | |
| Object 188B1A                  | —                          |                                                    | char de combat                        | Concept de char de combat. Il se distingue de l'objet 188BA par l'utilisation d'une tourelle mécanosoudée. | |
| Objet 188S                     | T-90S                      | 1994 (prototype)                                   | char de combat                        | Version simplifiée du T-90 destinée à l'exportation, il est dépourvu du système de protection active Shtora ainsi que du système de guidage de missile 9S515 permettant le tir de missiles guidés antichars tirés par canon. | |
| Objet 188SM                    | T-90SM                     | 1999 (prototype)                                   | Char de combat                        | T-90S amélioré possédant une tourelle mécanosoudée, un viseur thermique ESSA et un moteur V-92S2 de 1 000 ch. | |
| Objet 188SA                    | T-90SA                     | 2006 (service)                                     | Char de combat                        | T-90S employé par l'armée de terre algérienne, il possède une paire de détecteurs d'alerte laser au-dessus du canon de 125 mm et un climatiseur monté sur le flanc droit de sa tourelle. | |
| Objet 188M                     | T-90MS                     | 2011 (prototype)                                   | Char de combat                        | Profonde revalorisation du T-90S. | |
| Objet 188-1                    | T-72BM                     | 1992 (service)                                     |                                       | Prototype de char de combat. | |
| Objet 189                      | T-92                       |                                                    | char de combat                        | Concept de modernisation du char T-90 sur base des retours d'expérience de la seconde guerre de Tchétchénie | |
| Objet 190                      | —                          |                                                    |                                       | Prototype de véhicule de déminage | |
| Objet 193                      | IMR-3                      |                                                    |                                       | Véhicule de déblaiement | |
| Objet 195                      | T-95                       | 1990-2010 (développement)                          | char de combat                        | Prototype de char de combat développé durant l'étude de développement «Совершенствование-88 » (« Amélioration-88 »). Il possède une tourelle inhabitée armée d'un canon lisse 2A83 de 152 mm ainsi que d'un canon-mitrailleur 2A42 de 30 mm. Il possède un moteur А-85-3 d'une puissance de 1500 ch. | Deux prototypes fabriqués. |
| Objet 195                      | —                          |                                                    | char léger                            | Concept de char léger amphibie avec un turbomoteur GTD-051A | |
| Objet 196                      | IMR-2MA / IMR-3M           |                                                    |                                       | Véhicule de déblaiement | |
| Objet 197                      | BMR-3M                     |                                                    |                                       | Véhicule blindé de déminage | |
| Objet 197A                     | BMR-3MA                    |                                                    |                                       | Version du BMR-3M avec un moteur V-92S2 de 1000 ch. | |
| Objet 198                      | Kort-K                     |                                                    | char de déminage                      | Concept de véhicule de déminage sur châssis du char de combat Objet 195 | |
| Objet 199                      | BMPT                       |                                                    | Véhicule de combat de soutien de char | Véhicule de combat de soutien de char sur châssis de T-90 | |
| Objet 208T                     | —                          |                                                    |                                       | Concept | |
| Objet 209                      | Pingvin                    |                                                    |                                       | Véhicule tout-terrain pour l'Arctique sur châssis de BTR-50P. | |
| Objet 210                      | —                          |                                                    |                                       | Véhicule tout-terrain pour la Flotte du Nord sur châssis de BTR-50P. | |
| Objet 211                      | —                          | 1958-1961                                          | char de déminage                      | Prototype de véhicule de déminage sur châssis du char lourd T-10M | |
| Objet 211                      | T-50-2                     |                                                    | char léger                            | Prototype | |
| Objet 211                      | —                          |                                                    |                                       | BTR-50P avec un turbomoteur GTD-350 | |
| Objet 212A                     | —                          |                                                    | canon d'artillerie automoteur         | Prototype inachevé conçu sur le châssis de char lourd KV-1 | |
| Objet 213                      | —                          | 1958-1961                                          |                                       | Prototype de véhicule de déminage sur châssis du char lourd T-10M | |
| Objet 216                      | 2S7 Pion                   |                                                    | canon d'artillerie automoteur         | | |
| Objet 216 sp1                  | —                          |                                                    |                                       | Concept de 2S7 sur châssis de T-10 | |
| Objet 216 sp2                  | —                          |                                                    |                                       | Châssis du 2S7 | |
| Objet 217                      | PPG                        |                                                    | chenillette                           | Prototype | |
| Objet 218                      | —                          |                                                    |                                       | Concept de char de déminage électromagnétique sur châssis de KV. | |
| Objet 219 sp.1 Groza           | —                          | 1969-1970 (prototype)                              | char de combat                        | Essentiellement un T-64T équipé d'un turbomoteur GTD-1000 de 1000 ch. | 31 prototypes |
| Objet 219 sp.2                 | T-80                       | 1971-1976 (prototypes)                             | char de combat                        | Premier char de combat soviétique propulsé par un turbomoteur. | 127 exemplaires de pré-série |
| Objet 219A                     | —                          | 1982-1985 (prototypes)                             | char de combat                        | Prototype ayant servi à la mise au point du T-80U, il reprend la tourelle de l'Objet 476 mais avec un blindage renforcé au niveau du glacis. Prototype de turbomoteur GTD-1000M développant 1 200 ch, canon 2A46M-1 de 125 mm, conduite de tir 1A42 avec un viseur du tireur 1G46 incorporant un système de simbleautage électronique, lame d'auto-enfouissement rétractable. Capacité de tirer le missile guidé antichar tiré par canon 9M119. En 1984, l'Objet 219A est recouvert d'un blindage réactif explosif Kontakt-1.                                                                        | 95 exemplaires fabriqués à l'usine Malichev entre 1982 et 1985. Une dizaine sont conservés au musée des blindés de Koubinka.                            |
| Objet 219AS                    | T-80U                      | 1985                                               | char de combat                        | Char de combat d'abord équipé d'un blindage réactif explosif Kontakt-1, brièvement produit en série par l'usine de Kharkiv (KhTZ). Il reçoit par la suite le blindage réactif explosif Kontakt-5, le turbomoteur GTD-1250 et est produit à l'usine Kirov de Léningrad et à Omsk. | |
| Objet 219AM-1                  | T-80UA                     | 2005                                               | char de combat                        | Modernisation du T-80U pour le mettre au même standard du T-80UM-1. Équipé du viseur thermique PLISA | |
| Objet 219AS-1                  | T-80UE-1                   |                                                    | char de combat                        | Modernisation du T-80BV. | |
| Objet 219AS-M                  | T-80UM                     | 1992                                               | char de combat                        | Prototype basé sur un T-80U modifié, l'agencement de la tourelle a été revu. Trois tuiles de blindage réactif explosif supplémentaire, revêtement RPZ-86M absorbant les ondes radar, capacité de tirer le missile guidé antichar tiré par canon 9M119M Invar, radio R-163-50U, viseur thermique T01-P02T Agava-2, la dotation en munition pour la mitrailleuse lourde passe à 450 cartouches. | |
| Objet 219AS-M1                 | T-80UM1 Bars               | 1997                                               | char de combat                        | Prototype conçu comme une version améliorée du T-80UM comprenant un turbomoteur GTD-1250G, une direction hydrostatique GOP-165, un canon 2A46M-4, la conduite de tir automatisée 1A45-1 avec un ordinateur balistique 1V558, une sonde aérologique T0-4V8. Possibilité d'installer, en option, un système de stabilisation du canon 2E46M, une radio R-163-50U avec récepteur R-163UP, un système de protection active Arena-E, une climatisation, le viseur thermique T01-P02T AGAVA-2, un camouflage multispectral autour du compartiment moteur et mitrailleuse lourde sur tourelleau télé-opéré. | |
| Objet 219E                     | —                          |                                                    | char de combat                        | Version expérimentale du T-80B avec le système de protection active Shtora-1. | |
| Objet 219M                     | —                          | 2005                                               | char de combat                        | T-80B modernisé en 2005 par l'adjonction d'un viseur thermique ESSA, un canon 2A46M-4 équipé d'un miroir de volée pour l'installation d'un arcuremètre, un système de protection active Arena-E, un turbomoteur GTD-1250 de 1250 ch et un blindage réactif explosif Relikt. | 1 exemplaire |
| Objet 219R                     | T-80B                      | 1978                                               | char de combat                        | Deuxième génération du char T-80. | |
| Objet 219RV                    | T-80BV                     | 1985                                               | char de combat                        | Version du T-80B avec le blindage réactif « Kontakt-1 » | |
| Objet 219RD                    | —                          | 1975                                               | char de combat                        | Objet 219 sp. 2 équipé d'un moteur diesel A-53-2 de 1 000 ch, d'un canon de 125 mm 2A46-2 ou 2A46M-1, d'une conduite de tir 1A33 avec un viseur du tireur 1G43 avec capacité de tirer le missile guidé antichar tiré par canon 9M112 Kobra. | 1 exemplaire |
| Objet 219RD                    | —                          |                                                    | char de combat                        | Version expérimentale du T-80B avec un moteur diesel A-83-2 | |
|                                | T-80UE                     | 1995                                               | char de combat                        | T-80U spécialement modifié en vue de participer aux essais de l'armée grecque. Il est équipé d'un viseur télémétrique 1G46M, du système de protection active Shtora-1, d'un viseur thermique et de la direction hydrostatique GOP-165. | |
| Objet 219AT                    | T-80AT                     |                                                    | char de combat                        | Projet de programme de modernisation du T-80U comprenant le blindage réactif explosif Kaktus, une nouvelle tourelle mécano-soudée, un système de chargement installé à l'arrière de la tourelle, un turbomoteur GTD-1250G, un canon 2A46M-4 avec le système de programmation de fusée Ainet, une nouvelle conduite de tir automatisée, une climatisation et un système de navigation GPS. | |
| Objet 219RVM                   | T-80BVM                    | depuis 2018                                        | char de combat                        | Revalorisation de certains T-80BV russes par l'usine de chars d'Omsk (Omsktransmash) en 2021, blindage réactif explosif Relikt, canon 2A46M-4 de 125 mm, viseur jour/nuit SOSNA-U pour le tireur, turbomoteur GTD-1250TF de 1 250 ch, carrousel modifié pour recevoir des obus-flèches plus longs, radio à ondes courtes R-168-25U-2, sonde aérologique DVE-BS. | |
| Objet 220                      | T-220                      | 1941                                               | char lourd                            | Prototype | |
| Objet 220                      | —                          | 1958-1961                                          | char de déminage                      | Prototype de véhicule de déminage sur châssis du char lourd T-10M | |
| Objet 221                      | T-221                      | 1941                                               | char lourd                            | Prototype inachevé | |
| Objet 222                      | T-222                      | 1941                                               | char lourd                            | Concept | |
| Objet 223                      | KV-3                       | 1941                                               | char lourd                            | Concept | |
| Objet 224                      | KV-4                       | 1941                                               | char lourd                            | Concept | |
| Objet 225                      | KV-5                       | 1941                                               | char lourd                            | Concept | |
| Objet 225                      | —                          | 1971-1974 (développement)                          | char de combat                        | Concept de char développé durant le projet d'étude « Тема 101 » (« Thème 101 »), tourelle biplace à postes rabaissés armée d'un canon lisse D-85 de 125 mm ou de 130 mm, il est doté d'un turbomoteur VTDT-1000T de 1000 ch. | Une maquette en bois construite en 1972. |
| Objet 226                      | —                          | 1971-1974 (développement)                          | char de combat                        | Concept de char développé durant le projet d'étude « Тема 101 » (« Thème 101 »), tourelle biplace à postes rabaissés armée d'un canon lisse D-85 de 125 mm ou de 130 mm, il est doté d'un moteur Diesel 2V16 (A-53-2) de 1000 ch. | Une maquette en bois construite en 1972. |
| Objet 227                      | KV-7                       | 1941                                               | canon d'artillerie automoteur         | Prototype | |
| Objet 228                      | KV-8                       | 1941                                               |                                       | Char lourd lance-flammes | |
| Objet 229                      | KV-9                       | 1941-1942 (développement)                          |                                       | Prototype de char lourd d'assaut | |
| Objet 230                      | KV-10 - KV-1K              | 1942                                               | char lourd                            | Prototype armé du système KARST-1 | |
| Objet 232                      | KV-12                      | 1942                                               |                                       | Prototype de char chimique | |
| Objet 233                      | KV-13 - IS-1               | 1941-1943 (développement)                          | char lourd                            | Prototype | |
| Objet 234                      | IS-2                       | 1943                                               | char lourd                            | Prototype | |
| Objet 235                      | KV-8s                      | 1942                                               | char lourd                            | Char lourd lance-flammes | |
| Objet 236                      | KV-14 - SU-152             | 1943                                               | canon d'artillerie automoteur         | | |
| Objet 237                      | IS-85 - IS-1               | 1943                                               | char lourd                            | | |
| Objet 238                      | —                          | 1943                                               | char lourd                            | Prototype | |
| Objet 239                      | KV-85                      | 1943                                               | char lourd                            | | |
| Objet 240                      | IS-2                       | 1943                                               | char lourd                            | | |
| Objet 241                      | ISU-152                    | 1943                                               | canon d'artillerie automoteur         | | |
| Objet 241K                     | ISU-152K                   | 1953                                               | canon d'artillerie automoteur         | | |
| Objet 241M                     | ISU-152M                   | 1959                                               | canon d'artillerie automoteur         | | |
| Objet 242                      | ISU-122                    | 1943                                               | canon d'artillerie automoteur         | | |
| Objet 243                      | ISU-122-1                  | 1944                                               | canon d'artillerie automoteur         | Version expérimentale du ISU-122 armée d'un canon de 122 mm BL-9 | |
| Objet 244                      | —                          | 1944                                               | char lourd                            | Version expérimentale du IS-1 armée d'un canon de 85 mm D-5T-85BM puis d'un canon de 122 mm D-30 | |
| Objet 245                      | IS-4                       | 1944                                               | char lourd                            | Prototype | |
| Objet 246                      | ISU-152-1                  | 1944                                               |                                       | Version expérimentale du ISU-152 armée d'un canon de 152 mm BL-8 | |
| Objet 247                      | ISU-152-2                  | 1944                                               |                                       | Version expérimentale du ISU-152 armée d'un canon de 152 mm BL-10 | |
| Objet 248                      | IS-5                       | 1944                                               | char lourd                            | Prototype | |
| Objet 249                      | ISU-122S                   | 1944                                               | canon d'artillerie automoteur         | | |
| Objet 250                      | ISU-130                    | 1944                                               | canon d'artillerie automoteur         | Prototype | |
| Objet 251                      | ISU-122-3                  | 1944                                               |                                       | Version expérimentale du ISU-122 armée d'un canon de 122 mm S-26-1 | |
| Objet 252                      | IS-6                       | 1944                                               | char lourd                            | Prototype doté d'une transmission manuelle. | |
| Objet 253                      | IS-6                       | 1944                                               | char lourd                            | Prototype doté d'une transmission électrique. | |
| Objet 257                      | IS-7                       | 1945                                               | char lourd                            | Concept reprenant la suspension à bogies horizontaux du M4A2 Sherman, canon S-26 de 130 mm avec frein de bouche à ouïes. | |
| Objet 258                      | IS-7                       | 1945                                               | char lourd                            | Concept | |
| Objet 259                      | IS-7                       | 1945                                               | char lourd                            | Concept | |
| Objet 260                      | IS-7                       | 1946 (prototypes) 1947 (essais d'usine et d'état)  | char lourd                            | Une maquette en bois grandeur nature et deux prototypes construits en septembre et décembre 1946, canon S-70 de 130 mm avec frein de bouche en poivrière, tourelle plus aplatie par rapport à l'Objet 257 et deux mitrailleuses jumelées de 7.62 mm montées dans une petite tourelle télécommandée à l'arrière de la tourelle. Il possède un moteur d'avion diésélisé TD-30 de 1200 ch développé par l’usine Kirov et l’usine (aéronautique) no 500. Sa masse en ordre de combat est de 65,9 t. | Prototypes ferraillés. |
| Objet 260                      | IS-7                       |                                                    | char lourd                            | Concept proposé de version améliorée de l'Objet 260, le tourelleau téléopéré est démonté, la poutre de refroidissement sur la plage arrière est revue. Il devait être équipé du la double motorisation V-16 (assemblage par l’usine no 77 de 2 moteurs V-11 de 600 ch). | |
| Objet 260-sb.2                 | IS-7                       | 1947 (prototypes) 1948 (essais d'usine et d'état)  | char lourd                            | Version améliorée de l'Objet 260, 5 prototypes construits en 1947 et 1948. Le tourelleau téléopéré est démonté, la poutre de refroidissement sur la plage arrière est revue, l'affût de la mitrailleuse lourde de 14.5 mm est simplifié. Une seconde mitrailleuse de 14.5 mm est montée de manière coaxiale, dans la partie supérieure du masque du canon. Les 5 prototypes possèdent le moteur diesel marin M-50 de 1050 ch. Sa masse en ordre de combat est de 68 t. | Un unique exemplaire conservé au Musée des Blindés de Koubinka.                                                                                         |
| Objet 261                      | —                          |                                                    |                                       | Concept de plusieurs canons automoteurs | |
| Objet 262                      | —                          |                                                    |                                       | Nouvelle désignation donnée à l'objet 261-2 | |
| Objet 263                      | —                          |                                                    |                                       | Concept de canon automoteur | |
| Objet 264                      | —                          |                                                    | char lourd                            | Version expérimentale du T-10 armée d'un canon de 122 mm M-62-T2 | |
| Objet 265                      | —                          |                                                    | banc d'essais                         | Version expérimentale du T-10 dont la tourelle a été remplacée par un système de chargement automatique pour le canon M-65 de 130 mm. | |
| Objet 266                      | —                          |                                                    | char lourd                            | Version expérimentale du T-10 avec une transmission hydromécanique GMT-266 | |
| Objet 267 sp1                  | —                          |                                                    | char lourd                            | Version expérimentale du T-10 avec un système de stabilisation en site | |
| Objet 267 sp2                  | —                          |                                                    | char lourd                            | Version expérimentale du T-10 avec un système de stabilisation des deux axes | |
| Objet 268                      | —                          |                                                    | canon d'assaut                        | Prototype | |
| Objet 269                      | —                          |                                                    |                                       | Prototype d'un canon d'artillerie automoteur lourd avec un canon M-31A de 152mm | |
| Objet 270                      | —                          |                                                    |                                       | Prototype de char léger amphibie conçu pour les études de flottabilité du PT-76 | |
| Objet 271                      | 2A3 Kondensator            | 1956-1960                                          | canon d'artillerie automoteur         | Quatre exemplaires produits. | |
| Objet 272                      | T-10M                      |                                                    | char lourd                            | Char produit à LKZ | |
| Objet 272M                     | T-10M                      |                                                    |                                       | Version expérimentale du T-10M armée de missiles « Malyutka » ou « Falanga » | |
| Objet 272K                     | T-10MK                     |                                                    | char de commandement                  | Version de commandement du T-10M | |
| Objet 273                      | 2B1 Oka                    |                                                    | canon d'artillerie automoteur         | Prototype | |
| Objet 276                      | —                          |                                                    |                                       | Véhicule de transport du commandement sur châssis de PT-76. | |
| Objet 276                      | —                          |                                                    | char lourd                            | Concept | |
| Objet 277                      | —                          | 1958-1960                                          | char lourd                            | Prototype | Un prototype conservé au musée des blindés de Koubinka                                                                                                  |
| Objet 278                      | —                          |                                                    | char lourd                            | Concept | |
| Objet 279                      | —                          |                                                    | char lourd                            | Prototype | |
| Objet 279-K                    | —                          |                                                    | char lourd                            | Concept de version de commandement de l'objet 279. | |
| Objet 280                      | —                          | 1956-1958                                          | char lance-missile                    | Prototype de char lance-missiles sur châssis de PT-76 | |
| Objet 282                      | —                          |                                                    |                                       | Prototype de char lance-missiles sur châssis de T-10 | |
| Objet 282T                     | —                          |                                                    |                                       | Prototype de char lance-missiles sur châssis de T-10 | |
| Objet 282K                     | —                          |                                                    |                                       | Concept d'amélioration de l'Objet 282T | |
| Objet 284                      | —                          |                                                    | char lourd                            | Concept de T-10M équipé du radar de télémétrie « Skala » | |
| Objet 286                      | —                          |                                                    |                                       | Concept de char lance-missiles | |
| Objet 287                      | —                          |                                                    |                                       | Prototype de char lance-missiles sur châssis de l'Objet 432 | |
| Objet 288                      | —                          |                                                    |                                       | Version expérimentale du châssis de l'Objet 287 avec un turbomoteur GTD-350T | |
| Objet 289                      | —                          |                                                    |                                       | Concept d'objet 432 remotorisé avec un turbomoteur GTD-T puis GTD-450T. | |
| Objet 290                      | —                          | 1965                                               | char lance-missile                    | Concept de char lance-missile basé sur le châssis de l'objet 287. Armé d'un canon à tir rapide de 57 mm, il possédait une tourelle moulée de forme très applatie et un glacis très incliné. Lourdement blindé, l'objet 290 aurait eu un poids en ordre de combat de 55 t. | Au moins une maquette à l'échelle 1/10. |
| Objet 291                      | —                          |                                                    | char de combat                        | Version expérimentale du T-80U avec un nouveau système de conduite de tir | |
| Objet 292                      | —                          | 1990                                               | char de combat                        | Version expérimentale du T-80U armée d'un canon de 152 mm LP-83 | |
| Objet 292                      | —                          |                                                    | char lourd                            | Concept de version améliorée du T-10M. | |
| Objet 294                      | —                          |                                                    |                                       | Concept | |
| Objet 295                      | —                          |                                                    |                                       | Concept | |
| Objet 299                      | —                          | 1985-1988                                          | char de combat                        | Prototype inachevé de char de combat conçu dans le cadre du programme "Lider 2000-2005". | Un châssis construit. |
| Objet 303                      | 2S3 Akatsiya               | 1971                                               | canon d'artillerie automoteur         | | |
| Objet 305                      | 2S4 Tyulpan                | 1972                                               | Mortier automoteur                    | Mortier de 240 mm monté sur châssis GM-123. | |
| Objet 306                      | MT-S                       |                                                    | VBTT                                  | Véhicule de transport de troupes / Tracteur d'artillerie | |
| Objet 307                      | 2S5 Giatsints-S            | depuis 1978                                        | canon d'artillerie automoteur         | Canon d'artillerie de 152 mm monté sur châssis GM. | |
| Objet 308                      | —                          |                                                    |                                       | Châssis du 9S18 "Kupol" | |
| Objet 312                      | Stilet-1                   |                                                    | laser automoteur                      | Blindé armé d'une arme laser | |
| Objet 312-5                    | —                          |                                                    |                                       | Châssis du 1K11 "Stilet-1" | |
| Objet 316                      | 2S19 Msta-S                | 1983                                               | canon d'artillerie automoteur         | Prototype basé sur le châssis du T-72. | |
| Objet 318                      | GMZ-3                      |                                                    |                                       | Véhicule de minage | |
| Objet 326                      | Shayba                     | 1969-1985 (développement) 1970 (prototype)         | canon d'artillerie automoteur         | Prototype utilisant un châssis de T-72 rallongé de 70 cm et armé d'un canon d'artillerie D-20 de 152 mm monté dans une tourelle inhabitée en forme de palet (Shayba signifiant rondelle ou palet). | |
| Objet 327                      | —                          |                                                    | canon d'artillerie automoteur         | Concept reprenant le châssis et la tourelle de l'Objet 326 mais armé d'un canon Guiatsint de 152 mm. | |
| Objet 334                      | —                          |                                                    |                                       | Concept de véhicule de transport et de chargement de munitions | |
| Objet 350                      | 2S19M1-155                 |                                                    | canon d'artillerie automoteur         | Version du Msta-S armée d'un canon de 155 mm au standard OTAN. | |
| Objet 352                      | 2S6                        |                                                    | système d'arme anti-aérien automoteur | Système anti-aérien automoteur Tunguska. | |
| Objet 355                      | 9A330                      |                                                    | système d'arme anti-aérien automoteur | Système anti-aérien automoteur Tor. | |
| Objet 401                      | AT-T                       |                                                    | tracteur                              | Tracteur d'artillerie sur châssis de T-54 | |
| Objet 401A                     | AT-TA                      |                                                    |                                       | Version du AT-T modifiée pour les conditions arctiques | |
| Objet 402                      | —                          |                                                    |                                       | Version du AT-T avec un moteur diesel V-54 | |
| Objet 403                      | —                          |                                                    |                                       | Châssis de l'Objet 404 | |
| Objet 404                      | Kharkovchanka              |                                                    |                                       | Véhicule tout-terrain pour l'Arctique sur châssis d'AT-T | |
| Objet 404S                     | Kharkovchanka-2            |                                                    |                                       | Véhicule tout-terrain pour l'Arctique sur châssis d'AT-T | |
| Objet 405                      | —                          |                                                    |                                       | Châssis du bulldozer BAT | |
| Objet 405MU                    | —                          |                                                    |                                       | Châssis du bulldozer BAT-M | |
| Objet 407                      | —                          |                                                    |                                       | Châssis de la station radar de détection d'artillerie et de mortier « Molniya » | |
| Objet 409                      | —                          |                                                    |                                       | Châssis du véhicule à creuser des tranchées BTM | |
| Objet 409U                     | —                          |                                                    |                                       | Châssis du véhicule à creuser des tranchées BTM-3 | |
| Objet 409MU                    | —                          |                                                    |                                       | Châssis de l'excavateur MDK-2M | |
| Objet 412                      | PT-54                      |                                                    |                                       | Rouleau à mines pour T-54 | |
| Objet 416                      | SU-100M                    | 1950                                               |                                       | Artillerie automotrice | |
| Objet 421                      | MTU                        |                                                    |                                       | Char poseur de pont sur châssis de T-54 | |
| Objet 429                      | —                          |                                                    |                                       | Tracteur sur châssis de T-64 | |
| Objet 429A                     | —                          |                                                    |                                       | Concept de 2S7 sur châssis de MT-T | |
| Objet 429AM                    | MT-T                       |                                                    | transporteur multi-rôles              | Tracteur sur châssis de T-64A | |
| Objet 430                      | —                          | 1959                                               | char moyen                            | Prototype armé du canon D-54TS de 100 mm. | |
| Objet 430M                     | —                          |                                                    | char moyen                            | Version améliorée de l'Objet 430 | |
| Objet 430A                     | —                          |                                                    | char moyen                            | Prototype basé sur l'Objet 430M mais armé du canon lisse U-5TS de 115 mm. | |
| Objet 430U                     |                            |                                                    | char moyen                            | Concept basé sur l'Objet 430 qui aurait été armé d'un canon D-25TS de 122 mm. | |
| Objet 431                      | —                          |                                                    | chasseur de chars                     | Concept de char lance-missiles sur châssis de T-64. Il aurait utilisé le missile anti-char Delfin. | |
| Objet 432                      | T-64                       | 1966-1969                                          | char moyen                            | Version originale du T-64, armée du canon lisse D-68TS de 115 mm. | |
| Objet 432R                     | T-64R                      |                                                    | char moyen                            | T-64 ré-armé avec le canon lisse D-81T de 125 mm. | |
| Objet 432T                     | —                          |                                                    | char moyen                            | Prototype de T-64 équipé d'un turbomoteur Klimov GTD-3TL de 700 ch. | |
| Objet 434                      | T-64A                      | 1968-                                              | char moyen                            | Seconde génération du T-64, il est armé d'un canon lisse D-81T de 125 mm. | |
| Objet 434M                     | T-64AM                     |                                                    | char de combat                        | T-64A rénové, il est notamment équipé du moteur 6TD-1 de 1000 ch. | |
| Objet 434KB                    | T-64AK                     |                                                    | char de combat                        | Version de commandement du T-64A pour les commandants de bataillon | |
| Objet 434KR                    | T-64AK                     |                                                    | char de combat                        | Version de commandement du T-64A pour les commandants de compagnie | |
| Objet 435                      | —                          |                                                    | char moyen                            | Objet 430 utilisé pour tester le canon lisse D-68 de 115 mm. | |
| Objet 436                      | —                          |                                                    | char moyen                            | Version expérimentale du T-64A avec un moteur diesel V-45 | |
| Objet 437                      | —                          |                                                    | char moyen                            | Version expérimentale du T-64A armée d'un canon de lisse D-85TS de 125 mm. | |
| Objet 437A                     | T-64B1                     | 1976-                                              | char de combat                        | Version du T-64B dépourvue de la capacité à tirer le missile guidé antichar tiré par canon 9M112 Kobra. | |
| Objet 438                      | —                          |                                                    | char moyen                            | Version expérimentale du T-64A avec un moteur Diesel V-45. | |
| Objet 439                      | —                          |                                                    |                                       | Version expérimentale du T-64A avec un moteur diesel V-46-3. | |
| Objet 440                      | —                          |                                                    | char moyen                            | Version expérimentale du T-54A avec un revêtement anti-radiations amélioré. | |
| Objet 441                      | —                          |                                                    | char moyen                            | Version expérimentale du T-54A avec un revêtement anti-radiations amélioré. | |
| Objet 442                      | —                          |                                                    |                                       | Version expérimentale du T-54A avec des lance-pots fumigènes devant masquer sa signature thermique. | |
| Objet 443                      | —                          |                                                    |                                       | Concept d'objet 432 remotorisé avec un moteur 6TD. | |
| Objet 445                      | —                          |                                                    | char moyen                            | Version expérimentale du T-64A avec un moteur V-45. | |
| Objet 446                      | T-64AK                     |                                                    | char de commandement                  | Version de commandement du T-64A. | |
| Objet 446B                     | T-64BK                     |                                                    | char de commandement                  | Version de commandement du T-64B. Il possède une deuxième antenne sur sa tourelle. | |
| Objet 446BV                    | T-64BVK                    | 1985-                                              | char de commandement                  | Version de commandement du T-64BV. Il possède une deuxième antenne sur sa tourelle. | |
| Objet 447                      | T-64A-2M                   |                                                    | char moyen                            | Version expérimentale du T-64A avec le système de guidage et la capacité de tirer le missile guidé antichar tiré par canon 9M112 Kobra. | |
| Objet 447A                     | T-64B                      | 1976-1987 (production)                             | char de combat                        | Troisième génération du char T-64, il est équipé de la conduite de tir automatisée 1A33-1 et du viseur 1G42 intégrant un télémètre laser. Le T-64B a la capacité de tirer le missile guidé antichar tiré par canon 9M112 Kobra. | |
| Objet 447AV                    | T-64BV                     | 1985-                                              | char de combat                        | T-64B recouvert d'un blindage réactif explosif Kontakt-1. | |
| Objet 447AM                    | T-64BM                     | 1983-                                              | char de combat                        | T-64B rénové, il est notamment équipé du moteur 6TD-1 de 1000 ch. | |
| Objet 447AM1                   | T-64BM Bulat               | 1999                                               | char de combat                        | Version modernisée du T-64B ukrainien, il est notamment équipé de la conduite de tir automatisée 1A45 Irtysh et ayant la capacité de tirer le missile guidé antichar tiré par canon 9M119 Refleks. Il possède un moteur 5TDFM de 850 ch. Appelé initialement T-64U. | |
| Objet 447AM1-1                 | BM Bulat                   | 2005                                               | char de combat                        | Similaire au T-64U mais équipé d'un blindage réactif explosif Nozh utilisant des charges creuses linéaires de découpe. | |
| Objet 447AM2                   | T-64BM2                    | 1999                                               | char de combat                        | T-64BM ukrainien équipé de la conduite de tir automatisée 1A43 avec un viseur du tireur 1G46 et la capacité de tirer le missile guidé antichar tiré par canon 9M119 Refleks. | |
|                                | T-64BM2 Bulat              | 2021                                               | char de combat                        | T-64BM2 revalorisé avec un moteur 6TD-1 et un viseur thermique TPN-1 TPV pour le tireur. | |
| Objet 448B                     |                            |                                                    | char de combat                        | T-64B armé du canon D-91T et possédant le moteur 6TD-1. | |
| Objet 450                      | T-74                       | 1971-1974                                          | char de combat                        | Concept de char développé durant le projet d'étude « Тема 101 » (« Thème 101 »), il devait posséder une tourelle inhabitée et un moteur 6TD-1 de 1000 ch. | |
| Objet 453                      | MDK-3                      | 1986                                               | engin blindé du génie                 | Engin blindé du génie conçu pour creuser des embossements, il est basé sur le châssis du T-64A. | |
| Objet 454                      | BAT-2                      | 1988                                               | engin blindé du génie.                | Engin blindé utiliser pour déblayer les routes, il peut être équipé d'une lame de bulldozer ou d'une pelle à neige. Il utilise le moteur V-64-4 de 700 ch. | |
| Objet 476                      | Kedr                       | 1976                                               | char de combat                        | Trois prototypes basés sur le T-64A, ils sont équipés du moteur Diesel 6TD-1 d'une puissance de 1000 ch. | |
| Objet 476M                     |                            |                                                    | char de combat                        | Prototype équipé du système de protection active Shtora. | |
| Objet 477                      | Bokser Molot               | 1983-1985 (début du projet) 1987-1992 (prototypes) | char de combat                        | Prototype armé d'un canon lisse de 152 mm. Des incidents de sécurité et la modification du projet qui s'ensuivit lui font prendre l'appellation de Molot. | 12 prototypes fabriqués. Une épave du châssis entreposé chez Tehmash.                                                                                   |
| Objet 477A                     | Nota                       | 1993-2000 (développement)                          | char de combat                        | Prototype équipé d'une tourelle biplace à postes rabaissés armée d'un canon lisse de 152 mm. Il utilise un moteur 6TD-1 de 1000 ch. D'une masse de 60 t, le char reprenait le train de roulement du T-64 mais avec une septième paire de galets de roulement. | |
| Objet 478                      | —                          |                                                    | char de combat                        | Prototype | |
| Objet 478B                     | T-80UD Bereza              | 1986                                               | char de combat                        | T-80U reprenant la suspension du T-80B mais équipé d'un moteur diesel à pistons opposés 6TD de 1 000 ch à la place d'un turbomoteur. Blindage réactif explosif Kontakt-1, une conduite de tir automatisée 1A45 Irtysh avec la capacité de tirer le missile guidé antichar tiré par canon 9M-119 Refleks. Viseur du tireur 1G46 et TPN-4 Buran-PA pour le tir de nuit, radio numérique R-173. Produit à partir de 1986, les T-80UD sont dotés d'une nouvelle tourelle mécano-soudée à partir des années 1990. Elle est recouverte d'un blindage réactif explosif lourd Kontakt-5.                     | |
| Objet 478BE                    | T-80UD                     | 1996                                               | char de combat                        | Version export du T-80UD, vendue au Pakistan. | 35 exemplaires livrés entre février et mai 1997. |
| Objet 478BE-1                  | T-80UD                     | 1997                                               | char de combat                        | Objet 478BE équipé d'une tourelle mécanosoudée. | 285 exemplaires livrés entre 1997 et 2002. |
| Objet 478M                     | —                          | 1981 (arrêt du programme)                          | char de combat                        | Prototype de T-80 doté d'un moteur 124Ch de 1500 ch. Il était équipé d'une nouvelle conduite de tir automatisée Sistema incorporant un viseur panoramique, d'un système de protection active Shater et d'un canon-mitrailleur R-23M de 23 mm monté sur tourelleau télé-opéré. | |
| Objet 478D                     | T-80UD                     |                                                    |                                       | T-80UD équipé d'un moteur 6TD-2 de 1200 ch. | |
| Objet 478DU                    | —                          |                                                    | char de combat                        | Tourelle de T-80UD montée sur un châssis de char T-64. | 1 prototype |
| Objet 478DU1                   | —                          |                                                    | char de combat                        | Prototype | |
| Objet 478DU2                   | T-84                       | 1992                                               | char de combat                        | Prototype de T-80UD équipé d'une tourelle mécanosoudée. | |
| Objet 478DU3                   | T-84                       |                                                    | char de combat                        | Concept | |
| Objet 478DU4                   | T-84                       | 1999                                               | char de combat                        | T-84 équipé de nouveau pré-blindages latéraux et d'un groupe auxiliaire de puissance. | 1 prototype |
| Objet 478DU5                   | T-84                       |                                                    | char de combat                        | T-84 équipé d'une climatisation en vue de participer aux essais de l'armée de terre turque. | 1 prototype |
| Objet 478DU6                   | T-84                       |                                                    | char de combat                        | Concept | |
| Objet 478DU7                   | T-84                       |                                                    | char de combat                        | Prototype | |
| Objet 478DU8                   | T-84                       |                                                    | char de combat                        | T-84 équipé de nouvelles chenilles, plus large (600 mm) en vue de participer aux essais de l'armée malaisienne. | 1 prototype |
| Objet 478DU9                   | T-84, T-84M ou T-84 Oplot. | 1995-1999 (développement)                          | char de combat                        | T-84 produit en grande série, il possède une tourelle mécanosoudée, le moteur 6TD-2 de 1200 ch et brouilleurs à éclat infrarouge Varta. | 10 exemplaires livrés à l'armée de terre ukrainienne entre 2001 et 2003. 4 d'entre-eux furent par la suite vendu aux États-Unis et testé par le RDECOM. |
| Objet 478DU9-1                 | Oplot-M                    |                                                    | char de combat                        | Reconnaissable par son viseur panoramique PNK-6. | |
| Objet 478DU9-T                 | Oplot-T                    |                                                    | char de combat                        | Char de combat basé sur le Oplot-M et adapté à l'environnement Thaïlandais. | 49 chars vendus à l'armée royale thaïlandaise livrés en 2018.                                                                                           |
| Objet 478N                     | T-84-120 Yatagan           |                                                    | char de combat                        | Prototype de char proposé à l'exportation, il est doté d'un chargement automatique en nuque de tourelle et d'un canon de 120 mm au standard OTAN. | |
| Objet 480                      | —                          | milieu des années 1970                             | char de combat                        | Concept de version améliorée de l'Objet 450. | |
| Objet 481                      | OT-54                      |                                                    |                                       | Char lance-flammes sur châssis de T-54 | |
| Objet 482                      | TO-55                      |                                                    |                                       | Char lance-flammes sur châssis de T-54B puis de T-55 | |
| Objet 483                      | —                          |                                                    |                                       | Char lance-flammes sur châssis de T-54B | |
| Objet 485                      | —                          |                                                    |                                       | Version expérimentale du T-54 équipée de dispositifs de flottaison | |
| Objet 486                      | —                          |                                                    | char de combat                        | Version expérimentale du T-54 équipée du kit de franchissement en immersion OPVT-54 | |
| Objet 488                      | BTMP                       | années 2000                                        | VCI                                   | Véhicule de combat d'infanterie lourd développé sur la base d'un châssis de T-84 retourné avec un brin portant rallongé de 18 cm. L'Objet 488 conserve la tourelle du T-84 et son compartiment arrière peut accueillir jusqu'à six fantassins. | Un prototype. |
| Objet 490                      | Topol                      |                                                    | char de combat                        | Concept | |
| Objet 490                      | —                          | 1979-1991                                          | char de combat                        | Concept | |
| Objet 490A                     | Buntar                     | 1981-1984                                          | char de combat                        | Développement ultérieur de l'Objet 490, il possède une tourelle en superstructure avec les postes d'équipage rabaissés. Son développement fut abandonné à la suite du lancement du projet Objet 477 Molot. | |
| Objet 500                      | ZSU-57-2                   |                                                    |                                       | Canon antiaérien automoteur | |
| Objet 501                      | BRM-3K                     |                                                    |                                       | Véhicule blindé de reconnaissance | |
| Objet 510                      | —                          |                                                    |                                       | Canon antiaérien automoteur équipé de dispositifs de flottaison | |
| Objet 520                      | —                          |                                                    | antiaérien automoteur                 | Prototype de canon antiaérien automoteur sur châssis de ZSU-57-2 | |
| Objet 530                      | —                          |                                                    | antiaérien automoteur                 | Concept de canon antiaérien automoteur sur châssis de ZSU-57-2 | |
| Objet 545                      | MAZ-545                    |                                                    |                                       | Tracteur routier | |
| Objet 545A                     | MAZ-545A                   |                                                    |                                       | Tracteur routier | |
| Objet 547                      | MAZ-547                    |                                                    |                                       | Tracteur-érecteur-lanceur | |
| Objet 560                      | —                          |                                                    | VBTT                                  | Prototype de véhicule de transport de troupes | |
| Objet 560U                     | —                          |                                                    | VBTT                                  | Prototype de véhicule de transport de troupes | |
| Objet 562                      | MT-SM                      |                                                    |                                       | Véhicule de transport de troupes / Tracteur d'artillerie | |
| Objet 563                      | TZM-T                      |                                                    |                                       | Véhicule de ravitaillement du système TOS-1A « Solntsepek » | |
| Objet 564                      | BMO-T                      |                                                    | VBTT                                  | Véhicule de transport spécialisé sur châssis de T-72 pour les soldats armés de RPO-A | |
| Objet 568                      | 1S91                       |                                                    |                                       | Véhicule de guidage radar du système 2K12 « Kub » | |
| Objet 569                      | 9A38                       |                                                    |                                       | Véhicule lance-missiles du système 2K12M4 « Kub-M4 » | |
| Objet 570                      | ASU-76                     |                                                    | canon automoteur                      | Prototype de canon automoteur aéroporté | |
| Objet 572                      | ASU-57                     |                                                    |                                       | Canon automoteur aéroporté | |
| Objet 575                      | ZSU-23-4 Shilka            | 1964                                               | antiaérien automoteur                 | Canon antiaérien automoteur | |
| Objet 577                      | 9A39                       |                                                    |                                       | Véhicule lance-missiles et de ravitaillement du système 9K37 « Buk » | |
| Objet 578                      | 2P25                       |                                                    |                                       | Véhicule lance-missiles du système 2K12 « Kub » | |
| Objet 579                      | 9S470                      |                                                    |                                       | Véhicule de commandement du système 2K12 « Kub » | |
| Objet 600                      | SU-122-54                  |                                                    | canon automoteur                      | Canon automoteur antichar basé sur le châssis du T-54 | |
| Objet 601                      | —                          |                                                    |                                       | Cible d'entraînement radiocommandée | |
| Objet 601A                     | —                          |                                                    |                                       | Cible d'entraînement sur châssis de T-55 radiocommandée | |
| Objet 601B                     | —                          |                                                    |                                       | Cible d'entraînement sur châssis de T-55 radiocommandée | |
| Objet 602                      | MTU-20                     |                                                    |                                       | Char poseur de ponts sur châssis de T-55 | |
| Objet 605                      | —                          |                                                    |                                       | Concept de T-55 pour essayer les systèmes d'alimentation électrique des futurs chars | |
| Objet 607                      | —                          |                                                    |                                       | Version expérimentale du T-54 avec une protection anti-radiations améliorée. | |
| Objet 608                      | BREM-1                     |                                                    |                                       | Char de dépannage | |
| Objet 610                      | —                          |                                                    |                                       | Prototype de poste d'observation d'artillerie blindé sur châssis de SU-122-54 | |
| Objet 611                      | —                          |                                                    |                                       | Version expérimentale du T-55 avec une protection anti-radiations améliorée. | |
| Objet 612                      | —                          |                                                    |                                       | Version expérimentale du T-62 équipée d'une transmission automatique | |
| Objet 613                      | —                          |                                                    | char moyen                            | Version expérimentale du T-62 avec des chenilles RMSh. | |
| Objet 614A                     | —                          |                                                    |                                       | Version expérimentale du T-54A armée de missiles « Malyutka » | |
| Objet 614B                     | —                          |                                                    |                                       | Version expérimentale du T-54B armée de missiles « Malyutka » | |
| Objet 614V                     | —                          |                                                    |                                       | Version expérimentale du T-55A armée de missiles « Malyutka » | |
| Objet 615                      | T-55AK                     |                                                    | char de commandement                  | Version de commandement du T-55A. | |
| Objet 616                      | IMR-1                      |                                                    |                                       | Véhicule de démolition du génie | |
| Objet 618                      | —                          |                                                    |                                       | Version expérimentale de commandement du T-64 | |
| Objet 618V                     | —                          |                                                    |                                       | Version expérimentale du T-64 équipée de dispositifs de flottaison PST-63A | |
| Objet 622                      | —                          |                                                    | dépanneur de char                     | Concept de dépanneur de chars sur base d'Objet 187 | |
| Objet 623                      | —                          |                                                    | char moyen                            | Nom donné à l'objet 436 par Omsktransmash. | |
| Objet 630                      | T-80BK                     |                                                    | char de commandement                  | Version de commandement du T-80B | |
| Objet 630A                     | T-80UK                     | 1995                                               | char de commandement                  | Version de commandement du T-80U | |
| Objet 632                      | MTU-72                     |                                                    |                                       | Char poseur de ponts sur châssis de T-72 | |
| Objet 634                      | TOS-1                      |                                                    |                                       | Système lance-flammes lourd | |
| Objet 634B                     | BM-1                       |                                                    |                                       | Véhicule lance-roquettes du système TOS-1A Solntsepek sur châssis de T-72 | |
| Objet 640 Chyornyy Oryol       | —                          | 1997                                               | char de combat                        | Prototype de char basé sur une version rallongée du T-80U, il possède une nouvelle tourelle comprenant un chargement automatique monté dans la poche arrière. | |
| Objet 644                      | —                          |                                                    | char de combat                        | Version de mobilisation du T-80B équipée d'un moteur diesel | |
| Objet 647                      | BREM-80U                   |                                                    | dépanneur de char                     | | |
| Objet 659                      | —                          |                                                    | VCI                                   | Concept de véhicule de combat d'infanterie, l'Objet 765 lui sera préféré et deviendra le BMP-1 | |
| Objet 675                      | BMP-2                      |                                                    | VCI                                   | Véhicule de combat d'infanterie | |
| Objet 680                      | —                          |                                                    | VCI                                   | Prototype de véhicule de combat d'infanterie sur châssis de BMP-1 | |
| Objet 681                      | —                          |                                                    | VCI                                   | Prototype de véhicule de combat d'infanterie sur châssis de BMP-1 | |
| Objet 685                      | —                          |                                                    | char léger amphibie                   | Prototype | |
| Objet 688                      | —                          |                                                    | VCI                                   | Prototype basé sur châssis de l'Objet 685 | |
| Objet 688M                     | BMP-3                      |                                                    | VCI                                   | | |
| Objet 693                      | Kurganets-25               |                                                    | VBTT                                  | | |
| Objet 695                      | Kurganets-25               |                                                    | VCI                                   | | |
| Objet 701-1                    | —                          |                                                    | char lourd                            | Prototype | |
| Objet 701-2                    | —                          |                                                    | char lourd                            | Prototype | |
| Objet 701-3                    | —                          |                                                    | char lourd                            | Prototype | |
| Objet 701-4                    | —                          |                                                    | char lourd                            | Prototype | |
| Objet 701-5                    | —                          |                                                    | char lourd                            | Prototype | |
| Objet 701-6                    | IS-4                       | 1947-1960 (service)                                | char lourd                            | Conçu à l'origine comme une version plus élaborée de l'IS-2. | |
| Objet 701-A                    | Kirovets-1, IS-3           |                                                    | char lourd                            | | |
| Objet 703                      | Kirovets-1, IS-3           |                                                    | char lourd                            | | |
| Objet 704                      | Kirovets-2                 | 1945                                               | canon d'assaut                        | | |
| Objet 705                      | —                          |                                                    | char lourd                            | Concept | |
| Objet 705A                     | —                          |                                                    | char lourd                            | Concept | |
| Objet 706                      | —                          |                                                    | char lourd                            | Concept | |
| Objet 707                      | —                          |                                                    | char lourd                            | Concept de char lourd avec une transmission électromécanique | |
| Objet 708                      | T-10M                      |                                                    | char lourd                            | Version expérimentale du T-10M avec une mitrailleuse antiaérienne lourde de 14,5 mm KPVT télécommandée | |
| Objet 709                      | T-10M                      |                                                    | char lourd                            | Version expérimentale du T-10M avec une nouvelle transmission mécanique | |
| Objet 711                      | T-140                      |                                                    | tracteur                              | Tracteur industriel | |
| Objet 712                      | BM-24T                     |                                                    | LRM                                   | Lance-roquettes multiple | |
| Objet 715                      | —                          |                                                    | canon d'artillerie automoteur         | Concept reprenant le châssis de l'IS-4 | |
| Objet 717                      | —                          |                                                    |                                       | Concept de char poseur de ponts | |
| Objet 718                      | —                          |                                                    | char lourd                            | Concept | |
| Objet 721                      | —                          |                                                    | canon d'artillerie automoteur         | Concept | |
| Objet 726                      | —                          |                                                    | char lourd                            | Concept | |
| Objet 728                      | —                          |                                                    | char léger amphibie                   | Prototype conçu pour les études de flottabilité du PT-76 | |
| Objet 730                      | T-10                       | 1952-1967 (service)                                | char lourd                            | | |
| Objet 730P                     | —                          | 1957-1967 (service)                                | char lourd                            | Version expérimentale du T-10 équipée d'une meilleure protection antiradiation | |
| Objet 731                      | T-10A                      | 1956-1967 (service)                                | char lourd                            | | |
| Objet 733                      | T-10B                      |                                                    | char lourd                            | | |
| Objet 734                      | T-10M                      | 1957-1967 (service)                                | char lourd                            | Produit à ChTZ | |
| Objet 734A                     | —                          |                                                    | char lourd                            | Premier prototype de l'objet 734 | |
| Objet 739                      | —                          |                                                    |                                       | Système d'extinction d'incendie pour les chars T-10 | |
| Objet 740                      | PT-76                      |                                                    | char léger amphibie                   | | |
| Objet 740B                     | PT-76B                     |                                                    | char léger amphibie                   | Version amélioré du PT-76 | |
| Objet 750                      | BTR-50P                    |                                                    | VBTT                                  | Véhicule de transport de troupes | |
| Objet 750K                     | BTR-50PU                   |                                                    |                                       | Véhicule de commandement | |
| Objet 750M                     | BTR-50PA                   |                                                    | VBTT                                  | Véhicule de transport de troupes | |
| Objet 750PK                    | BTR-50PPK                  |                                                    | VBTT                                  | Véhicule de transport de troupes | |
| Objet 752                      | —                          |                                                    | char lourd                            | Concept | |
| Objet 753                      | T-10                       |                                                    | char lourd                            | Version expérimentale du T-10 avec divers systèmes de vision nocturne | |
| Objet 755                      | T-10                       |                                                    | char lourd                            | Version expérimentale du T-10 adaptée à l'installation de systèmes de flottaison | |
| Objet 756                      | T-10                       |                                                    |                                       | Version expérimentale du T-10 avec une protection anti-radiations améliorée. | |
| Objet 757                      | —                          |                                                    |                                       | Prototype de char lance-missiles | |
| Objet 760                      | —                          |                                                    |                                       | Prototype de char sur coussins d'air | |
| Objet 761                      | BRDM-VPK                   |                                                    |                                       | Concept de véhicule de reconnaissance et de patrouille sur coussins d'air | |
| Objet 765                      | BMP-1                      | 1966 (service)                                     | VCI                                   | Véhicule de combat d'infanterie | |
| Objet 768                      | —                          |                                                    |                                       | Prototype de véhicule de combat d'infanterie sur châssis de BMP-1 | |
| Objet 769                      | —                          |                                                    | VCI                                   | Prototype de véhicule de combat d'infanterie sur châssis de BMP-1 | |
| Objet 770                      | —                          | 1955-1960                                          | char lourd                            | Prototype | Un prototype conservé au musée des blindés de koubinka                                                                                                  |
| Objet 772                      | —                          |                                                    |                                       | Concept de char lance-missiles sur châssis de T-64 | |
| Objet 773                      | —                          |                                                    | char lourd                            | Concept d'objet 770 remotorisé avec un turbomoteur de 900 ch. | |
| Objet 775                      | —                          | 1966-1968                                          |                                       | Prototype de char lance-missiles | |
| Objet 775T                     | —                          | 1968-1969                                          |                                       | Version expérimentale de l'objet 775 avec un turbomoteur GTD-700 | |
| Objet 776                      | —                          | 1965                                               | char lance-missiles                   | Concept qui aurait reprit une version rallongée et retournée du châssis du T-64. Sa tourelle biplace, aux formes très aplaties, est armée d'un canon lance-missiles et de deux mitrailleuses jumelées. Le compartiment arrière peut accueillir jusqu'à cinq fantassins ainsi que des missiles antichar 9M14 Malioutka lancés depuis un rail de lancement sur le toit. | |
| Objet 777                      | —                          |                                                    | char lourd                            | Concept de char lourd | |
| Objet 780                      | —                          |                                                    | char de combat                        | Concept de char développé durant le projet d'étude « Тема 101 » (« Thème 101 »), les trois membres d'équipage prennent tous place dans la tourelle. | |
| Objet 781                      | —                          |                                                    | véhicule de soutien de char           | Prototype de véhicule de soutien de char sur châssis de T-72B | |
| Objet 782                      | —                          |                                                    | véhicule de soutien de char           | Prototype de véhicule de soutien de char sur châssis de T-72B | |
| Objet 785                      | —                          | fin des années 1970                                | char de combat                        | Prototype consistant en un châssis rallongé de T-72 avec une septième paire de galets de roulement (de T-80B). Le groupe motopropulseur comporte un moteur 2V-16 (A-53-2) d'une puissance de 1000 ch et une boîte de vitesses à commande électro-hydraulique. La position du pilote est reculée afin que son épiscope ne passe plus au travers du glacis. Le prototype du système de protection active Drozd est monté sur sa tourelle. | |
| Objet 787                      | —                          |                                                    |                                       | Prototype de véhicule de combat d'infanterie sur châssis de T-72AV | |
| Objet 788                      | —                          |                                                    | char léger                            | Prototype de char léger amphibie | |
| Objet 802                      | MTU-20                     |                                                    |                                       | Véhicule poseur de pont basé sur châssis de T-55 | |
| Objet 803                      | 8U218                      |                                                    |                                       | Véhicule lance-missiles du système 8K11 sur châssis d'ISU-152K | |
| Objet 804                      | 2P4                        |                                                    |                                       | Véhicule lance-missiles du système 2K4 Filin sur châssis d'ISU-152K | |
| Objet 805                      | —                          |                                                    |                                       | Véhicule de ravitaillement en matériaux nucléaires de l'ogive Generator-5 | |
| Objet 810                      | 2P19                       |                                                    |                                       | Véhicule lance-missiles utilisant les missiles 8K14 et 8K99 sur châssis d'ISU-152K | |
| Objet 815                      | —                          |                                                    |                                       | Tracteur-érecteur-lanceur de missile balistique RT-15 sur châssis de T-10 | |
| Objet 816A                     | IMR-1                      |                                                    |                                       | Véhicule de déblaiement | |
| Objet 820                      | —                          |                                                    |                                       | Véhicule de transport de missile balistique RT-20 sur châssis de T-10M | |
| Objet 821                      | —                          |                                                    |                                       | Véhicule de lancement de missile balistique RT-20 sur châssis de T-10M | |
| Objet 825 sp2                  | —                          |                                                    |                                       | Véhicule expérimental de transport de missile balistique Temp-2S sur châssis de T-10 | |
| Objet 825 sp3                  | —                          |                                                    |                                       | Véhicule expérimental de transport de missile balistique Temp-2S sur châssis de T-80 | |
| Objet 900                      | BTR-50PU                   |                                                    |                                       | BTR-50PU (Objet 750K) produit à STZ | |
| Objet 904                      | —                          |                                                    |                                       | Véhicule expérimental amphibie | |
| Objet 905                      | BTR-50PN                   |                                                    |                                       | Véhicule de commandement | |
| Objet M906                     | —                          | 1960                                               |                                       | Prototype de char léger amphibie | |
| Objet 906                      | PT-85, PT-90               | 1961-1963                                          |                                       | Prototype de char léger amphibie | |
| Objet 906PL                    | —                          | 1960                                               |                                       | Prototype de char léger amphibie conçu pour les études de flottabilité de l'Objet 906 | |
| Objet 906B                     | —                          | 1962                                               |                                       | Concept de char lanceur de missiles léger amphibie | |
| Objet 907                      | PT-76M                     | 1959-1960                                          |                                       | Modernisation du PT-76 sur base du PT-76B | Prototype conservé au musée des blindés de koubinka |
| Objet 907                      | —                          |                                                    |                                       | Prototype inachevé de char moyen | |
| Objet 909                      | —                          |                                                    |                                       | Concept de char de commandement sur châssis d'Objet 906 | |
| Objet 911                      | —                          | 1963                                               |                                       | Prototype de véhicule de combat d'infanterie | |
| Objet 911B                     | —                          | 1963-1964                                          |                                       | Prototype de char léger amphibie | |
| Objet 914                      | —                          | 1961-1964                                          | VCI                                   | Prototype de véhicule de combat d'infanterie | |
| Objet 914B                     | —                          | 1963-1964                                          | VCI                                   | Prototype de véhicule de combat d'infanterie | |
| Objet 915                      | BMD-1                      |                                                    | VCI                                   | Véhicule de combat d'infanterie amphibie aéroporté | |
| Objet 916                      | BMD-2                      |                                                    |                                       | Véhicule de combat d'infanterie amphibie aéroporté | |
| Objet 916K                     | BMD-2K                     |                                                    |                                       | Version de commandement du BMD-2 | |
| Objet 920                      | —                          |                                                    | chasseur de chars                     | Prototype de char lanceur de missiles avec l'ATGM "Lotos-M" | |
| Objet 924                      | 2S2 Fialka                 |                                                    |                                       | Prototype de canon automoteur | |
| Objet 926                      | BMD-1KSh                   |                                                    |                                       | Véhicule de commandement et d'état-major aéroporté sur châssis de BMD-1 | |
| Objet 934                      | —                          |                                                    |                                       | Prototype de char léger amphibie aéroporté | |
| Objet 934B                     | —                          |                                                    |                                       | Concept de char léger amphibie aéroporté | |
| Objet 937                      | —                          |                                                    |                                       | Prototype de véhicule de combat d'infanterie aéroporté | |
| Objet 940                      | —                          | 1976-1980                                          |                                       | Prototype de véhicule de commandement et d'état-major amphibie | |
| Objet 950                      | BMD-3                      | 1983-1985                                          |                                       | Véhicule de combat d'infanterie aéroporté | |
| Objet 952                      | 2S25 "Sprut-SD"            | 1983-2001                                          |                                       | Canon automoteur antichar aéroporté | |
| Objet 953                      | Roman                      |                                                    |                                       | Prototype de canon anti-aérien automoteur | |
| Objet 954                      | —                          |                                                    |                                       | Prototype de véhicule de dépannage sur châssis de BMD-3 | |
| Objet 955                      | BTR-MD Rakushka            | 2016-                                              | VBTT                                  | Véhicule de transport amphibie aéroporté | 54 exemplaires en 2018. |
| Objet 958                      | RKhM-5                     |                                                    |                                       | Véhicule de reconnaissance chimique | |
| Objet 960                      | —                          |                                                    |                                       | BMD-3 équipé du module "Bakhcha-U" | |
| Objet 960M                     | BMD-4M Sinitsa             | 2017                                               | VCI                                   | BMD-4M équipé de la tourelle Sinista. Cette tourelle se différencie de la tourelle Bakhcha-U par l'intégration d'une caméra thermique dans le viseur panoramique du chef de char. Ce modèle a été présenté en 2017. | Un prototype |
| Objet 966 sb.4                 | 9P162M Kornet- D1          | 2013-2021 (développement)                          | chasseur de char                      | Blindé chenillé lance-missiles conçu sur le châssis du BMD-4M. | Deux prototypes |
| Objet 967M                     | BTR-MDM                    | 2021 (présentation)                                | VBTT                                  | Version améliorée du BTR-MD. | |
| Objet 970                      | 2S42 Lotos                 | 2019                                               | canon d'artillerie automoteur         | Canon d'artillerie automoteur de 120 mm sur châssis de BMD-4M. | Un prototype. |
| Objet 975                      | T-100                      | 1964                                               | char léger                            | Concept de char léger de 15 tonnes reprenant une partie des composants du BMP-1. Il devait être armé d'un canon de 100 mm à faible effort de recul et posséder un glacis fait d'un blindage composite en fibre de verre renforcée. La tourelle biplace possède un chargement automatique placé dans la poche arrière de la tourelle. | |
| Objet 1015                     | —                          |                                                    | VBTT                                  | Prototype de véhicule de transport de troupes | |
| Objet 1015B                    | —                          |                                                    | VBTT                                  | Prototype de véhicule de transport de troupes | |
| Objet 1040                     | —                          |                                                    |                                       | Châssis expérimental amphibie | |
| Objet 1200                     | —                          | 1965                                               |                                       | Prototype inachevé de véhicule de combat d'infanterie à huit roues motrices, l'Objet 765 lui sera préféré et deviendra le BMP-1 | Un prototype. |